# Xã Harris, Quận St. Joseph, Indiana
Xã Harris (tiếng Anh: Harris Township) là một xã thuộc quận St. Joseph, tiểu bang Indiana, Hoa Kỳ. Năm 2010, dân số của xã này là 23.454 người.